# Socialisme d'État
Le terme de socialisme d’État désigne la mise en œuvre par un État, ou plus précisément par son gouvernement, d'une politique socialiste : le sens de l'expression, la nature du socialisme envisagé et la portée des politiques de l'État changent grandement en fonction des écoles de pensée et du contexte historique. Les sens donnés à l'expression socialisme d'État peuvent être contradictoires entre eux, le terme pouvant désigner des réalités politiques très variées, et être utilisé par des courants politiques opposés les uns aux autres. L'expression a ainsi été employée pour décrire des réalités politiques ou des courants d'idées propres à la social-démocratie et plus largement au socialisme démocratique, ou au contraire au communisme. 
Selon une première acception, le socialisme d'État est un socialisme réformiste repris à son compte par l'État « bourgeois », qui permet de corriger les injustices du capitalisme tout en assurant une transformation graduelle et non violente de la société ; cette acception est reprise dans des discours critiques pour qualifier négativement la social-démocratie réformiste, pour désigner un socialisme qui serait mis en œuvre par la classe dirigeante et non par le prolétariat, interdisant l'évolution vers une société sans classes. 
Le sens de l'expression évolue ensuite et désigne occasionnellement, au XXe siècle deux réalités politiques opposées : d'une part, le communisme au sens de régime politique, de l'autre, l'ensemble des socialismes de gouvernement non marxistes.

## Définitions
Le concept de socialisme d’État a connu de grandes variations quant à son sens et à son usage : Élie Halévy considère dès 1927, dans sa contribution au Vocabulaire technique et critique de la philosophie, que le socialisme d’État connaît, sur le plan philosophique, « deux formes très distinctes ». Il distingue, premièrement, une forme « démocratique » : « chartisme ; socialisme de Louis Blanc en 1848 ; marxisme aujourd'hui ». Cette forme de socialisme viserait la « démocratisation intégrale de l'État », qui serait alors conçu comme le serviteur des intérêts publics. Vient ensuite, dans la définition donnée par Halévy, une forme « aristocratique » de socialisme d'État, influencée par Hegel et Carlyle et que l'on retrouve dans le « socialisme conservateur » d'Adolph Wagner (cette dernière définition renvoyant au « socialisme de la chaire » allemand de l'époque de Bismarck). Selon la définition critique d'Halévy, cette forme conservatrice de socialisme considère l'individu comme existant avant tout pour « la réalisation de fins impersonnelles (art, science, religion), dont l'État est l'incarnation » ; cette forme de socialisme d’État se définirait alors comme un « paternalisme bureaucratique » où l'individu serait censé trouver son bonheur au prix de l'aliénation de son libre-arbitre.
Dans les années 1860, l'expression socialisme d’État est utilisée par Ferdinand Lassalle, fondateur de l'Association générale des travailleurs allemands : le socialisme de Lassalle se veut éclectique et s'inscrit non seulement dans le cadre d'une lutte pour la justice sociale, mais également dans celui de la lutte pour l'unité nationale allemande. L'instauration d'un État allemand unique est considérée par Lassalle comme un prérequis indispensable à l'édification d'une société émancipée. L'État ainsi bâti se poserait en garant d'une économie socialisée, gérée par de multiples coopératives décentralisée où le travailleur percevrait l'intégralité de la valeur de sa production. Dans la définition donnée par Lassalle du socialisme d'État, l'État est non un instrument de la domination de classe, mais un outil de justice sociale : ainsi, le renversement de la société bourgeoise ne dépend pas, dans les conceptions de Lassalle, d'une révolution violente mais d'une succession de réformes graduelles qui impliquent de s'intégrer au jeu politique institutionnel. Ces vues incitent Lassalle à se rapprocher du chancelier Bismarck, qui voit cette ouverture politique d'un bon œil. Selon cette définition, le socialisme d’État est en contradiction avec les idées de Marx et d'Engels, pour qui la socialisation des moyens de production ne saurait être l'œuvre que d'un État prolétarien - soit du prolétariat lui-même - et qui critiquent vivement les conceptions lassalliennes,. 
Par extension, l'expression socialisme d’État est utilisée à la fin du XIXe siècle pour désigner la social-démocratie allemande, qui évolue progressivement vers le réformisme. Le « socialisme d’État allemand », selon la définition très critique qu'en donne en 1898 Jean Jaurès, ne s'oppose pas au principe même du capitalisme et ne vise pas à le remplacer par une société sans classes ; son objectif est au contraire d'apporter un correctif au régime capitaliste en l'encadrant par des règles et en assurant les services publics. Pour Jaurès, le socialisme d’État correspond à une vision pessimiste du socialisme, qui use de la contrainte pour arbitrer les conflits de classe, ce qui le situe à l'opposé des « collectivistes » et des « communistes », qui jugent au contraire possible un régime de propriété collective. Dans cet usage, l'expression socialisme d’État est très connotée et ambigüe : dans le discours de Jaurès, le socialisme d’État correspond à un système d'« État-patron » ou d'« État-gendarme », soit essentiellement d'un « État bourgeois » dont les socialistes n'auraient rien à attendre. Premier stade de la propriété collective en ce que l'État possède des actifs par le biais de nationalisations, le socialisme d’État est pourtant le contraire du collectivisme, en ce qu'il accepte le capitalisme et constitue donc de fait, du point de vue de Jaurès, un régime de capitalisme d'État.
Au Royaume-Uni, où le marxisme ne s'est jamais imposé de manière prépondérante, le socialisme est principalement conçu comme un socialisme d’État : dans la première moitié du XIXe siècle, le courant oweniste considère que c'est à l'État qu'incombe le rôle d'améliorer le rôle des travailleurs en assurant une meilleure protection économique et sociale. Le socialisme britannique est avant tout un socialisme qui fait confiance à l'action de l'État, tout en s'appuyant sur le développement des associations et des coopératives. Par la suite, la Fabian Society, groupe d'intellectuels disposant d'une forte influence sur le Parti travailliste, se revendique explicitement d'un socialisme d’État (state socialism) : dans les conceptions fabiennes, l'État intervient pour développer une politique protectrice des travailleurs, garantissant l'égalité et la sécurité. Pour la Fabian Society, le socialisme d’État implique, sans être pour autant marxiste, la propriété collective des moyens de production. Ce type d'organisation est, pour les Fabiens, facilitée par la nature démocratique du système politique britannique : il n'est donc pas nécessaire d'abolir l'État comme le souhaiteraient les marxistes et les anarchistes d'Europe continentale, dans la mesure où l'État britannique n'est pas en conflit avec la classe laborieuse, et l'exercice des droits démocratiques est suffisant pour construire le socialisme,.
Au XXe siècle, l'expression socialisme d’État est, au contraire, parfois utilisée pour désigner un stade de l'évolution sociétale théorisée par le marxisme, et par extension le type de régime « socialiste » mis en place dans les États communistes, le terme devenant alors un synonyme de communisme, entendu au sens de régime politique et non de société sans classes théorique. Dans son acception léniniste, le socialisme correspond à une forme de société mise en place via la lutte des classes et caractérisée par une dictature du prolétariat, étape que Marx conçoit comme une phase transitoire de dictature révolutionnaire destinée à mettre à bas le pouvoir de la bourgeoisie fondé sur le capitalisme. Sur le plan économique, la dictature du prolétariat se traduit par la suppression de la propriété privée des moyens de production. Dans ce contexte, la définition du socialisme d'État est à l'opposé de celle qu'en donnait Jaurès en 1898 : le terme correspond au collectivisme économique, mis en place par un processus de socialisation des biens et caractérisant les régimes politiques mis en place après la révolution d'Octobre de 1917, soit l'URSS et les autres États s'en inspirant, principalement à partir de l'expansion du communisme après la Seconde Guerre mondiale.
Le terme peut cependant être utilisé à l'occasion pour qualifier une réalité politique inverse : considérée dans un sens opposé à celui de communisme, la notion de socialisme d’État peut au contraire désigner, au sens très large, les régimes politiques se réclamant du socialisme mais n'ayant pas adopté le marxisme ni mis en pratique le collectivisme économique. L'expression désigne alors un ensemble de régimes et de gouvernements différents les uns des autres, la définition pouvant inclure la social-démocratie européenne et tout particulièrement scandinave, le travaillisme britannique, et plus largement les politiques menées par l'ensemble des gouvernements socialistes démocratiques dirigés par des partis membres, après-guerre, de l'Internationale socialiste. Les régimes se réclamant de variantes géographiques ou culturelles comme le socialisme arabe, à l'image du nassérisme égyptien, peuvent également être inclus dans cette définition.